# Magic Attack
Magic Attack war ein monatlich erscheinendes Comicmagazin mit dem Schwerpunkt Fantasy, das der deutsche Carlsen Verlag im Oktober 2001 gemeinsam mit den Manga-Magazinen Banzai und Daisuki ins Programm nahm. Hierin wurden einzelne Ausgaben vor allem deutscher und französischer Comics veröffentlicht, meist über drei bis fünf Ausgaben verteilt. Da sich das Magazin im Gegensatz zu BANZAI! nur unterdurchschnittlich verkaufte, wurde die Produktion nach der 19. Ausgabe im April 2003 eingestellt.
In jeder Ausgabe wurden drei bis vier Comics in Einzelfolgen von acht bis zwölf Seiten abgedruckt. Zusätzlich trug die Redaktion Neuigkeiten aus der Comic- und Fantasyszene (Filme, Bücher etc.) zusammen und interviewte Zeichner und Autoren der abgedruckten Werke. Hin und wieder gab es auch Sonderbeilagen wie einen Comic-Kalender oder Skizzenbücher. In Magic Attack hatten unter anderem die Serien Lanfeust der Sterne, Kaarib, Luuna und Sky Doll ihre Deutschlandpremiere. Alle Veröffentlichungen sind auch als Alben erschienen.

## Inhalte
Comicepisoden in Magic Attack
- Troll von Troy, Band 5 „Die Ränke der Wundertäterin“ (Ausgabe 1–4), Band 6 „Trolle im Nebel“ (Ausgabe 17–19)
- Sillage, Band 4 „Das Mal der Dämonen“ (Mit exklusivem Epilog) (Ausgabe 1–5), Band 5 „“ (Ausgabe 12–14)
- Celtis – Ein Gallier im Weltraum, Band 1 „Die zweite Haut“ (Ausgabe 1–5)
- Atalante, Band 2 „Nautiliaa“ (Ausgabe 3–8)
- Slohka, Band 1 „Die vergessene Insel“ (Ausgabe 5–9)
- Lanfeust der Sterne, Band 1 „Eins, zwei … Troy!“ (Ausgabe 6–9)
- Die Geheimnisse des Schwarzen Mondes, Band 1 „Ghorghor Bey“ (Ausgabe 7–10)
- Sky Doll, Band 1 „Die gelbe Stadt“ (Ausgabe 10–12), Band 2 „Aqua“ (Ausgabe 15–18)
- Indigo, Band 8 „Sex“ (Ausgabe 10–14)
- Verlorenes Paradies, Band 1 „Hölle“ (Ausgabe 11–13)
- Genetic Grunge, Band 1 (Ausgabe 13–15)
- Luuna, Band 1 „Die Nacht des Totems“ (Ausgabe 14–17)
- Kaarib, Band 1 „Die letzte Welle“ (Ausgabe 16–18)

Einzelcomics
- „Knut und Karlotta“ – Diese Strips um die quirrlige Karlotta und ihren vertrottelten Hausdrachen waren in fast jeder Ausgabe dabei und veralberten nicht selten Aspekte der Comic- und Fantasyszene. Der Humor war dabei häufig sehr derb.
- „Luzie aus der Hölle“ – Diese Strips um die freche Tochter des Teufels liefen ab dem zweiten Jahr abwechselnd mit „Knut und Karlotta“.
- „Dragons“ von Di Felice (Ausgabe 1)
- „Der Trottel und die Prinzessin“ von Di Felice (Ausgabe 2)
- „Kleiner Käfer“ von Di Felice (Ausgabe 4)
- „Warten“ von Di Felice (Ausgabe 6)
- „Dragons“ von Di Felice (Ausgabe 18)
- „Der Tod steht dir gut“ von Di Felice (Ausgabe 19)
- Elfquest – „Rayeks Fluch“ von Wendy Pini (Ausgabe 19)

Exklusive Beilagen
- Magic Attack Comic Kalender
- Leseprobe „Das Dritte Testament“ (Ausgabe 9)
- Skizzenbuch „Crisse“
- Skizzenbuch „Sky Doll“
- Heft zum Herausnehmen: „Der Hartmut findet 1 Zauberring“ von Haggi [Parodie von Tolkiens Der Hobbit]
- Hefte zum Herausnehmen: „Der Hartmut schmeist den Ring weck“ von Haggi [Parodie von Der Herr der Ringe] (Ausgabe 16)